# Liste der Präfekten von Pelotas

Wappen der Stadt

Die Liste der Präfekten von Pelotas gibt einen Überblick über alle Präfekten (Bürgermeister) der brasilianischen Gemeinde Pelotas (Rio Grande do Sul) seit der Republikgründung.
- 1889 – Gervásio Alves Pereira
- 1893 – Antero Vitoriano Leivas
- 1900 – Francisco Moreira
- 1903 – José Barbosa Gonçalves
- 1904 – Cipriano Correia Barcelos
- 1908 – José Barbosa Gonçalves
- 1912 – Cipriano Correia Barcelos
- 1920 – Pedro Luís Osório
- 1924 – Augusto Simões Lopes
- 1928 – João Py Crespo
- 1932 – Augusto Simões Lopes
- 1933 – Joaquim Assunção Júnior
- 1934 – Sílvio Barbedo
- 1938 – José Júlio Barros
- 1944 – Sílvio da Cunha Echenique
- 1945 – Sérgio Abreu da Silveira
- 1946 – Procópio Duval de Freitas
- 1948 – Joaquim Duval
- 1952 – Mário David Meneghetti
- 1956 – Adolfo Fetter
- 1960 – João Carlos Gastal
- 1964 – Edmar Fetter
- 1969 – Francisco Lousada Alves da Fonseca
- 1973 – Ari Rodrigues Alcântara
- 1977 – Irajá Andara Rodrigues
- 1982 – Pedro Machado Filho
- 1983 – Bernardo Olavo Gomes de Souza
- 1987 – José Maria Carvalho da Silva
- 1989 – José Anselmo Rodrigues
- 1993 – Irajá Andara Rodrigues
- 1997 – José Anselmo Rodrigues
- 2000 – Otelmo Demari Alves
- 2001 – Fernando Stephan Marroni
- 2005 – Bernardo Olavo Gomes de Souza
- 2006 – Adolfo Antônio Fetter Júnior
- 2013 – Eduardo Figueiredo Cavalheiro Leite
- 2017 – Paula Schild Mascarenhas